# Colador de té

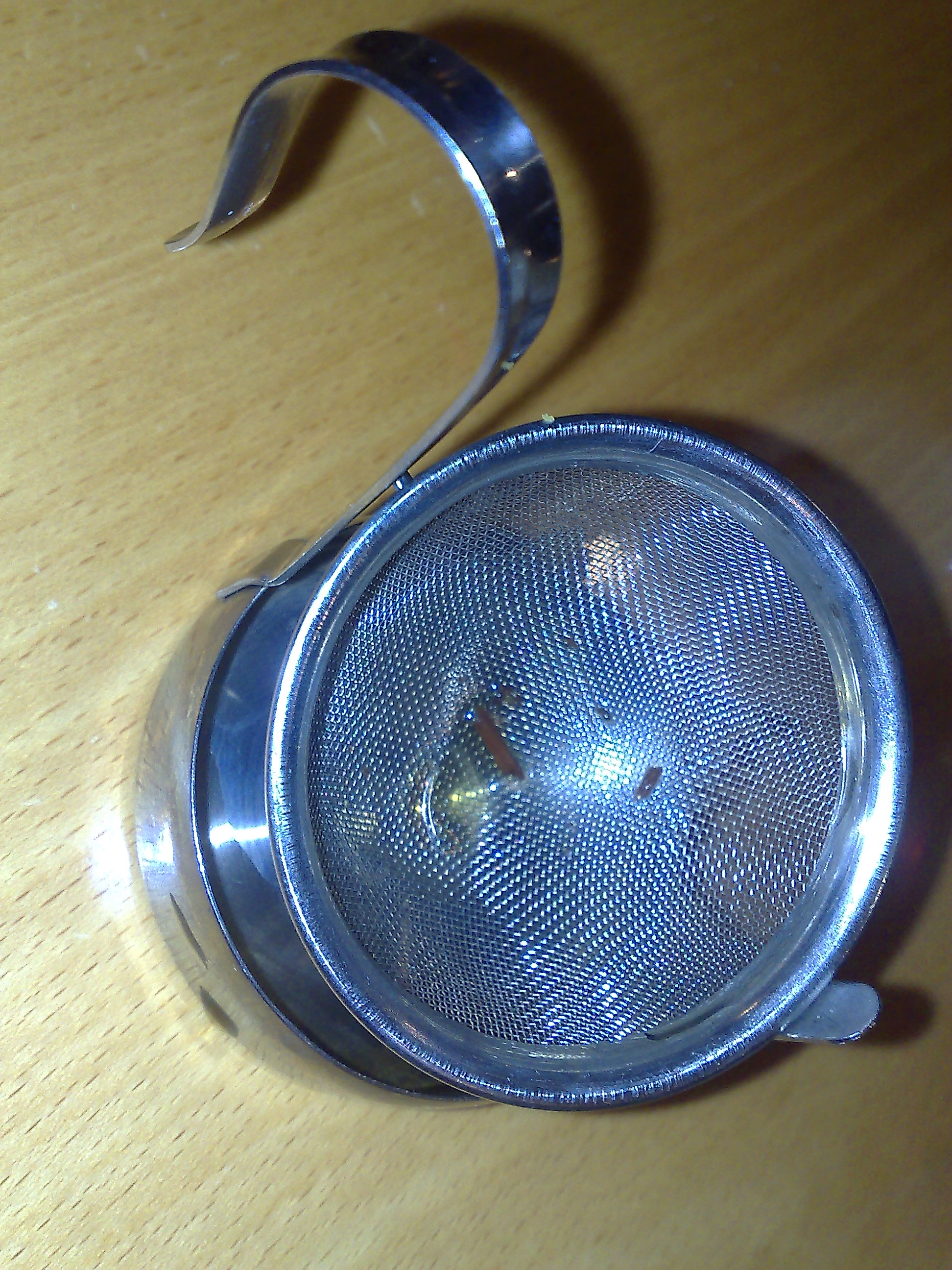
Un colador de té

Un colador de té es un tipo de colador que se pone sobre una taza o dentro de ella para filtrar las hojas de té.
Cuando el té se prepara de forma tradicional en una tetera, las hojas no van dentro de una bolsita de té sino que flotan libres en el agua. Como las hojas en sí tienen un sabor desagradable, es habitual filtrarlas con un colador de té. Los coladores suelen encajar sobre la taza para atrapar las hojas cuando se vierte el té.
Algunos coladores de té más hondos también pueden usarse para preparar tazas individuales de té, de forma parecida a las bolsitas o los infusores: el colador se llena de hojas, se pone en la taza antes de verter el agua caliente y luego se retira junto con las hojas usadas cuando el té está listo. Usar el colador de té de esta forma permite usar las mismas hojas para preparar varias tazas.
El uso de los coladores de té decayó en el siglo XX por la producción en masa de las bolistas, pero permanece entre los sibaritas que afirman que tener las hojas en una bolsa en lugar de flotando libremente inhibe la difusión del sabor. Muchos afirman que ingredientes de peor calidad, en concreto té de calidad polvo, se usa a menudo para las bolsitas de té.
Los coladores de té suelen ser de plata sterling, acero inoxidable o porcelana. A menudo vienen en un juego, con el colador por un lado y un platito para dejarlo entre una taza y otra. Los coladores se han convertido a menudo en obras artísticas de orfebrería, así como en raros ejemplos de porcelana fina.
Las cestas infusoras (o canastas infusoras) se parecen a coladores de té pero suelen ponerse sobre una tetera para contener las hojas de té durante su preparación. No hay una frontera definitiva entre una cesta infusora y un colador, pudiéndose usar el mismo utensilio para ambos fines.